# Chlorid ruthenitý
Chlorid ruthenitý je anorganická sloučenina se vzorcem RuCl3, která často vytváří hydráty, RuCl3·xH2O; v bezvodé i hydratované podobě jde o hnědou až černou pevnou látku. Hydrát, jehož složení se může lišit, ale často bývá uváděno jako trihydrát, se používá na přípravu dalších sloučenin ruthenia.

## Příprava a vlastnosti
Bezvodý chlorid ruthenitý se připravuje zahříváním práškového ruthenia za přítomnosti chloru. Chlorace může probíhat v prostředí obsahujícím oxid uhelnatý, kdy je produkt odnášen proudem plynu a po ochlazení krystalizuje.
RuCl3 vytváří dva známé alotropy. Černý α-RuCl3 má strukturu podobnou chloridu chromitému (CrCl3), kde vzdálenosti mezi atomy Ru činí 346 pm. Tento alotrop obsahuje vrstvy Ru3+ obklopené oktaedrickými klecemi z aniontů Cl−. Základní stav je nízkospinový s úhlovým momentem L=1.
Vrstvy α-RuCl3 jsou drženy Van der Waalsovými silami.
Tmavě hnědý metastabilní β-RuCl3 vytváří hexagonální krystaly; ty se skládají z řetězců osmistěnů propojených vrcholy, kde mají vzdálenosti Ru-Ru hodnotu 283 pm, se strukturou podobající se chloridu zirkonitému. β-RuCl3 lze zahřátím na 450–600 °C nevratně převést na α-formu. β-forma je oproti paramagnetickému α-RuCl3 diamagnetická.
Páry RuCl3 se za vysokých teplot rozkládají na prvky; změna entalpie při 750 °C (1020 K), ΔdissH1020, se odhaduje na +240 kJ/mol.

## Koordinační chemie hydrátu
Protože je RuCl3·xH2O nejběžnější sloučeninou ruthenia, tak se používá na přípravu mnoha dalších. Komplexy ruthenia, například chloridové, mohou mít více různých oxidačních čísel, přičemž v některých jsou nereaktivní. Ruthenium se vyznačuje stabilitou komplexů obsahujících Ru2+, Ru3+ (jako je RuCl3·xH2O) a Ru4+.

### Příklady komplexů připravených z RuCl3
- RuCl2(PPh3)3, hnědě zbarvená sloučenina rozpustná, v benzenu, také použitelná na přípravu dalších sloučenin. Vzniká touto reakcí:[7]

2 RuCl3·xH2O + 7  PPh3 → 2 RuCl2(PPh3)3 + OPPh3 + 5 H2O + 2 HCl
- Octan-chlorid ruthenato-ruthenitý, připravovaný redukcí chloridu ruthenitého v kyselině octové
- [RuCl2(C6H6)]2 se získává z cyklohexa-1,3-dienu nebo cyklohexa-1,4-dienu:[8][9]

2 RuCl3·xH2O + 2 C6H8 → [RuCl2(C6H6)]2 + 6 H2O + 2 HCl + H2
- Ru(bipy)3Cl2, luminescentní sůl, připravovaná podle této rovnice:[10]

2 RuCl3·xH2O + 6 bipy + CH3CH2OH → 2 [Ru(bipy)3]Cl2 + 6 H2O + CH3CHO + 2 HCl
Meziproduktem je cis-Ru(bipy)2Cl2.
- [RuCl2(C5Me5)]2, vzniká touto reakcí:[11]

2 RuCl3·xH2O + 2 C5Me5H → [RuCl2(C5Me5)]2 + 6 H2O + 2 HCl
[RuCl2(C5Me5)]2 lze dále redukovat na [RuCl(C5Me5)]4.
- Ru(C5H7O2)3 se připravuje podle takovéto rovnice:[12]

RuCl3·xH2O + 3 C5H8O2 → Ru(C5H7O2)3 + 3 H2O + 3 HCl
- RuO4 vzniká oxidací.

Některé z těchto sloučenin byly využity při výzkumech, za které byly uděleny dvě Nobelovy ceny; v roce 2001 získal Rjódži Nojori Nobelovu cenu za rozvoj [rutheniových katalyzátorů a roku 2005 obdržel Robert Grubbs Nobelovu cenu za rozvoj metatezí alkenů katalyzovaných alkylideny ruthenia.

### Reakce s oxidem uhelnatým
RuCl3(H2O)x reaguje s oxidem uhelnatým, a to i za mírných podmínek; chlorid železitý oproti tomu s CO nereaguje. CO redukuje červenohnědé Ru3+ na světle žluté sloučeniny Ru2+; například vystavení ethanolového roztoku RuCl3(H2O)x oxidu uhelnatému o tlaku 100 kPa může, v závislosti na podmínkách, vést k [Ru2Cl4(CO)4], [Ru2Cl4(CO)4]2−, nebo [RuCl3(CO)3]−. Přidáním ligandů (L) k těmto roztokům vznikají sloučeniny typu Ru-Cl-CO-L (L = PR3). Jejich redukcemi zinkem se tvoří oranžový dodekakarbonyl triruthenia (Ru3(CO)12).
6 RuCl3·xH2O + 9 Zn + 24 CO → 2 Ru3(CO)12 + 6x H2O + 9 ZnCl2